# نيل ويلسون (متزلج فني)
نيل ويلسون (بالإنجليزية: Neil Wilson) هو متزلج فني بريطاني، ولد في 26 يونيو 1978 في بلفاست في المملكة المتحدة.

## وصلات خارجية
- نيل ويلسون على موقع الاتحاد الدولي للتزلج (الإنجليزية)